# ペニャスカル風力発電所
ペニャスカル風力発電所(ペニャスカルふうりょくはつでんしょ、英語: Peñascal Wind Farm)はテキサス州ケネディ郡に存在する風力発電所。イベルドローラ・レノバブレスが建設した風力発電所で、出力は404MW、2010年4月に完成した 。
合計168基の発電装置を備えており、これらは三菱MWT92型風力発電機で、それぞれの発電容量は2.4MWである。施設の運用と保守のために20人の直接雇用が生まれ、建設には200人が携わった。
イベルドローラはこのプロジェクトで2009年9月に発表された景気刺激策の一環として1億1400万ドルの補助金を受け取った。2010年7月30日、米国財務省の1603計画のウェブサイトはペニャスカル第2風力発電所計画が2億2286万1149ドルを受け取ったと発表した。
先進的な試みとして、渡り鳥の大きな群れをレーダーで察知し、それが衝突する危険性がある場合、プロペラを止めるようになっている。

## 註
1. 1 2 3  Iberdrola Opens 404-MW Penascal Wind Farm Renewable Energy World, 22 June 2010.